# 中國象棋術語

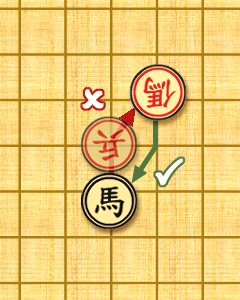
絆腳馬：去路被阻的馬

中國象棋術語為中國象棋所使用的專門用語，分為幾項：通用術語、棋盤術語、兵專用術語、車專用術語、馬專用術語、炮專用術語、士專用術語、相專用術語、聯合子術語等術語項目。

## 通用術語
- 君：就是主棋“將/帥”枚的通稱, 乃本象棋奕戲致勝的目標。
- 著：本棋參玩雙方應輪流於棋盤上移動棋枚, 俗稱“步”或“手”; 可以單作“行”或再加上“剋”。(英語：Move)
- 行：乃棋枚得以合法地於棋盤上移動, 俗稱“走”。(英語：Shift)
- 剋：就是本方棋枚於“行”時, 在移動同時的終點合法地奪取“對方的棋枚”, 俗稱“吃”。(英語：Take, Capture)
- 瞄：指本方棋枚將於輪行下一步棋時, 剋除對方棋枚單只。若“瞄”的是“君”(將/帥)枚應出聲說：『照君』提示。(英語：Aim)
- 直：就是棋枚在棋盤上, 以縱向或橫向的移動。其實棋盤上每個格點皆有四個方向的“直”, 除了位於邊格。
- 尖：即棋枚在棋盤上, 以斜向作45°的移動。除了邊格, 每格皆有四個方向的“尖”。
- 照：乃“照會”之意, 專指本方的棋步中, 已產生瞄定對方之“君”(將/帥)的現象(單子或複枚);若對方未能及時於當著完成“解照”,本方將於下著中剋得其“君”(將/帥)枚而得勝。
- 照君：即提示語, 亦稱“将君”、“将軍”、“照将”、“打帥”、“叫將”。對局中，本方瞄得對方之“君”(將或帥)時的輕聲提示“照君”。(英語：Check)
- 應照：本方正處於“照君”的威脅，行棋以解除不讓對方吃掉本方之君(將/帥)。
- 解照：或稱“卻照”, 即解除本方主棋已被瞄定(照)的危機, 若未能及時進行有效的處置, 則必於對方下一著(輪行)中被剋(被絕滅); 輸棋並即結束。所以“解照”的戰術(剋/撤/避/遮/攔/墊), 乃棋友們的重大課題。
- 絕滅：當輪行之際, 本方任意棋枚“剋得對方之君(將/帥)”之枚致勝; 或謂之“絕殺”。(英語：Checkmate)
- 欠行：指“輪行方”無任何棋枚可供合法地移行, 其往往以辭棋作結束。
- 辭棋：就是“認輸”, 對方或許會以各種理由離席或任由棋鐘空轉作結束。
- 棋鐘：於正式比賽的棋局, 計算雙方耗時的“計時器”, 其功能應經主辦單位認證。
- 逾時：即逾時行棋, 當“著”之使用時間超過規定。
- 回合：紅方先行一著, 接著由黑方行一著; 此等輪行稱一個回合。
- 根：本方棋枚“甲”被吃後，本方棋枚“乙”能在下著中吃回對方同一位置上的棋枚，那麼乙就是甲的「根」。甲則稱為“有根子”(也就是具有保護之枚)，反之，則稱“無根子”。
- 打：施行“照、剋、捉”等手段的統稱。
- 挪：騰挪，移運關鍵棋子以調整陣形。
- 抽：一面照君, 一面剋除對方棋枚或瞄定對方棋枚(待於下一著時剋之)。
- 捉：威脅要吃掉對方無根的棋枚。
- 解捉：走子不讓對方方吃掉本方正被瞄定的棋枚(一般為無根子)。
- 跟：隨著對方“有根子”進行移動，期待對方的棋枚移動到無根的位置或關鍵位置即行剋除。
- 兌：以本方之棋枚主動剋除對方等同子力的有根棋枚稱“逕兌”, 若迫讓對方(主動)剋除本方有跟枚則稱“邀兌”。
- 獻：將本方無根的棋子移行至對方能吃掉的位置上，泛指以棄子引離為目的戰術。
- 牽：守著對方棋枚的去路或威脅要吃對方的棋子，使其難以順利移動或需以棄子方式才能移動。
- 頂：使用本方棋枚(常用有根子)阻礙對方棋枚的去路。
- 攔：以本方棋枚堵住對方棋枚欲行之路。
- 困：指某棋無任何可行之著, 或免強行棋將被“剋”的現象。
- 閑：泛指一切無效的著法或拖延步數或手段。
- 逐：驅逐對方棋枚，通常為了解困、佔綫、爭先、取勢。
- 運：把本方棋枚移動到能制約對方的位置上，包括等待對方失位的頓挫戰術。
- 棄：捨棄本方棋枚，一般之目的為求更高的實利或勝勢。
- 長照：走子連續不停地照君或形成循環, 一般於連照3次施以警告, 若再犯第4次記犯規, 若有第5次則直接判負。
- 癡捉：亦稱“長捉”, 即行棋以連續追逐單枚或數枚的無根子無效行為，一般視同“長照”處理。
- 連殺：走子连續不停地有效照君, 最終能完成剋君(將/帥)得到勝利。
- 一照再一凜：亦稱“一照一停”，若紅方施行“照君”繼行“閑”著, 黑方亦應以“解照”再行“復位”; 如此形成雙方不停的循環, 一般連續7次則判和棋。
- 解照還将：一方在應照的同時，尚施行向對方進行“照君”。
- 解殺還殺：一方在解殺的同時，尚施行向對方進行“死照”。
- 解捉還捉：一方在解捉的同時，尚施行向對方進行“捉枚”。

## 棋盘术语
- 底线：棋盘中双方从下往上数的第一条横线，即初始摆放车、马、相（象）、仕（士）所在的直线。
- 底二路：棋盘中双方从下往上数的第二条横线;也稱「下二路」。
- 宫顶线（分津線）：棋盘中双方从下往上数的第三条横线，因是九宫顶部所在的横线而得名。
- 兵行线（卒林线）：棋盘中双方从下往上数的第四条横线，对局开始摆放兵卒的地方。
- 河界线：棋盘中双方从下往上数的第五条横线，亦称“河沿”，即双方领地的分界线。
- 河界：双方河界线之间的没有纵线的区域，实际上这里的纵线只是被隐藏了，行棋时依然按这里有纵线行走。
- 边线：棋盘从两边的纵线，即“一路”“九路”（用黑方表示为“9路”“1路”）线。
- 肋道：双仕（士）初始位置所在的纵线，即“四路”“六路”（“6路”“4路”）线，因形似人的两肋而得名，属于攻防要道。
- 中线：棋盘中间的那条纵线，即“五路”（“5路”）线。
- 九宫：棋盘中形如“米”字格区域，包括九个交叉点。
- 宫心：九宫（即“米”）的中心。
- 腰点：紧邻宫心左右两边的交叉点，此处有棋子可以阻止中相（象）与底相（象）的联络。
- 巡河：一方的棋子(一般指车、炮)在己方河界上。
- 骑河：一方的棋子在对方河界上称骑河。

## 兵(卒)專用術語
- 兵（卒）行車：位於兵（卒）林綫的車。
- 高兵（卒）：泛指不低於對方卒（兵）林綫的过河兵（卒）。
- 低兵（卒）：泛指低於對方兵行线（卒林线），但还没到底线的的兵（卒）。
- 底兵（卒），老兵（卒），弱兵（卒）：位於對方底綫的兵（卒）。
- 两头蛇：一方把三路和七路兵（卒）都挺起的陣式。
- 過河兵（卒）：高於己方河界线的兵（卒）。
- 兄弟兵（卒）：雙兵（卒）聯在一起。
- 對頭兵（卒）：雙方未過河的兵（卒）在同一路上向着對方。
- 花心兵（卒）：位於九宮中心的兵（卒）。
- 咽喉兵（卒）：在宮心綫上接近九宮的兵（卒）。
- 小刀剜心：兵（卒）以吃杀对方花心士闖入宮心的一種入局著法。
- 三進兵（卒）：兵（卒）類殺法的一種。兵（卒）在接近九宮，以三歩連續進兵（卒）的着法殺棋。
- 三仙煉丹：在殘局中以三兵（卒）破對方士象全（仕相全）的殺法。
- 太監追皇帝／月下追信／直捣黄龙：兵（卒）借其他子力連續向對方進行將軍，並將死對方。
- 仙人指路：首着走兵（卒）三進一（七進一）的兵（卒）類開局方式。
- 九尾龜／獨角獸：首着進邊兵（卒）的開局，進一路兵（卒）稱「獨角獸」，進九路兵（卒）稱「九尾龜」，
- 鐵兵（卒）：在「讓雙馬」對局中的一種特別規則：在受讓方走棋時，除將軍外，是不能吃讓子方未走動過的中兵（卒）。

## 車(俥)專用術語
- 邊車：位於一路或九路上的車。
- 肋車：位於四路或六路上的車。
- 沉底車：車移動到對方底綫。
- 貼身車：貼着將帥的車。
- 高頭車：位置高而出路開揚的車。
- 低頭車：「低頭車」是通頭車的反意词，也叫「暗車」。泛指位置不佳、至少要走一步或多步之後才能投入戰鬥的車。
- 重線車／同綫車／霸王车：橫排無阻隔的兩隻車。
- 守喪車：被牽制而動彈不得的車。
- 巡河車：位於己方河界线的車。
- 騎河車：位於對方河界线的車。
- 篡位車：「車」置於敌方將帥的原位。
- 花心車：位於九宮中心的車。
- 鐵滑俥：開局上車棄掉自己的馬。
- 车夹炮：使用兩個炮和一個車上下或左右交錯攻擊。
- 雙車錯：同一方雙車在部局範圍內交錯移動。
- 二鬼拍門：雙車或车和兵（卒）逼近對方九宮的一種戰術。
- 大刀剜心／大膽穿心：以車吃花心士闖入宮心的一種入局著法。实际上“小刀剜心”只是大刀剜心的局势下把一条“车”换成了“兵（卒）”。
- 將軍抽車：使對方須選擇守護將/帥或守護車。

## 馬(傌)專用術語
- 屏风马：指雙馬位於原位時，走马二进三及马八进七。
- 邊馬：位於一路或九路的馬。
- 盤河馬：開局時指位於三路或七路己方河界线上的馬。
- 高釣馬（側面虎）：位於三路或七路對方卒林綫上的馬。
- 釣魚馬：位於三．七（3．7）或七．七（7．7）兩點上的馬。
- 臥槽馬：位於三．八（3．8）和七．八（7．8）兩點上將軍的馬，是將軍抽車的常見殺著。
- 窩心馬／歸心馬：位於九宮中心的馬。
- 連環馬/拐子馬：兩馬互為根，互相保護。
- 穿宮馬：馬從九宮的一邊跳到九宮的另一邊；開局泛指飛象後馬由底綫穿過九宮中路到士角位，又稱拐角馬。
- 反宮馬：以雙正馬士角炮為主體的開局陣式，亦稱「夾炮屏風」。
- 士角馬／掛角馬：位於四·七（4·7）或六·七（6·7）兩點上的馬。
- 絆腳馬：去路被阻的馬。
- 拔簧馬／梭裏拔簧：在馬後車的配置中，跳馬露車的一種戰術。
- 八角馬：指進到對方士角掛角將軍，並將對方的將（帥）逼到與“掛角馬”成對角位置的馬。
- 雙馬飲泉：雙馬逼近九宮的一種戰術，亦為一著名殘局的名稱。
- 將軍抽馬：使對方須選擇守護將/帥或著守護馬

## 炮(砲)專用術語
- 邊炮：位於一路或九路的炮。
- 疊炮：炮2進1守住中卒，下一步再炮8平2封紅方八路直車。
- 重炮：两炮于中路前后排列。
- 巡河炮：位於己方河界线的炮。首著炮二（八）進二後平八（二），屬於攻守兼具的開局手段。
- 擔桿炮：兩炮中間有一子（通常為相），互相保護。
- 轆轤炮：和擔桿炮相若，都是兩炮中間有一子，不過，擔桿炮是在同一橫線上，轆轤炮是在同一直線上。
- 空頭炮/空心炮：炮和對方將帥中間沒有任何棋子。
- 窩心炮：位於九宮中心的炮。
- 沉底炮：炮移動到對方底線。
- 冷巷炮：位置隱蔽的炮。
- 天地炮：一炮從中路牽制對方中士中象（当头炮），另一炮從底綫牽制對方底士底象（沉底炮）。
- 當頭炮/立中炮：運炮平中線直指對方陣營。
- 歛炮／一聲雷／兵（卒）底炮：首着炮二平三（２平３）或炮八平七（８平７），通常是對方走仙人指路的應法。
- 仕角炮：首著炮二平四或炮八平六，屬於攻守兼具的開局手段。
- 過宮炮：首著炮二平六或炮八平四，屬於攻守兼具的開局手段。
- 雷公炮：雙炮均處於5路，成雙中炮之態。

## 士(仕)專用術語
- 羊角士：在九宮上角有一隻支起來的士。
- 拐角士：一士旁放二子。

## 相(象)專用術語
- 边相（象）：处于一、九路（1、9路）的相（象）。

## 帥(將)專用術語
- 山頂帥/山頂公：位於宮頂綫的將/帥。
- 借帅（将）力：其他棋子以帅（将）为根进攻对方将（帅）。
- 坐上:將/帥四/五/六進一。
- 光帥：無守備的將/帥。
- 剝光豬：一方棋子被吃光，只剩下將/帥而沒有其他棋子。

## 聯合陣勢術語
- 花士象：士（仕）和象（相）由不同方向支撐起來。
- 士象全：殘局中，一方士（仕）和象（相）均未被吃掉的局面。
- 单缺士：有雙象（相）而缺一士（仕）。
- 单缺相：有雙仕（士）而而缺一相（象）。
- 馬後砲：泛指砲在馬後，以馬限制對方將帥的退路，兼以砲向對方叫將。
- 鐵門栓：以砲鎮中路限制對方士象的活動，兼以車或兵（卒）守着對方的將（帥）門。
- 夾車砲/單車重砲：車砲或車雙砲前後互相配合的一種戰術。
- 砲碾丹沙：車炮在底線成將，從而殺去障礙（主要是士象）成殺勢。
- 車砲抽殺：泛指砲在車後時，一面跳砲吃子，一面露車叫將，令對方顧此失彼的一種戰術。
- 海底撈月：車炮或車兵[2]在對方底綫逼使對方將帥離開中路的一種戰術。
- 三進兵：在其它子力的保護下(或無需保護)，兵（卒）步步推進照君的進攻方法。
- 雙將：同時有兩個組合作出照將，使得對方無法應將，或只有很少選擇。